# فريتز ريتشموند
فريتز ريتشموند (بالإنجليزية: Fritz Richmond)‏ هو موسيقي أمريكي، ولد في 10 يوليو 1939 في نيوتن في الولايات المتحدة، وتوفي في 20 نوفمبر 2005 في بورتلاند في الولايات المتحدة بسبب سرطان الرئة.

## وصلات خارجية
- فريتز ريتشموند على موقع ميوزك برينز (الإنجليزية)
- فريتز ريتشموند على موقع ديسكوغز (الإنجليزية)